# Rolph Gonsalves
Rodolph Aloysius (Rolph) Gonsalves (Heerlen, 5 mei 1932 – Vught, 6 december 2002) was een Nederlands koloniaal bestuursambtenaar in Nederlands-Nieuw-Guinea en procureur-generaal voor zware georganiseerde misdaad in Nederland. Daarnaast was hij bestuurslid van de omroepvereniging AVRO.

## Nederlands-Nieuw-Guinea
Gonsalves werd geboren te Heerlen als zoon van een op Java geboren huisarts. Hij volgde het gymnasium aan het Bernardinuscollege te Heerlen, waar hij het eindexamen beta haalde. Daarna studeerde hij rechtsgeleerdheid aan de Rijksuniversiteit Leiden. In 1956 werd hij koloniaal bestuursambtenaar in Nederlands-Nieuw-Guinea en in 1958 werd hij controleur eerste klasse in de Baliemvallei. De 26-jarige Gonsalves moest snel een eind maken aan de stammenoorlogen tussen de Dani en een bestaand vliegveldje uitbreiden tot een vliegveld geschikt voor een DC-3.  Gonsalves trad hardhandig op. Hij was verantwoordelijk voor martelingen, brandstichtingen en het op de vlucht neerschieten van personen en schoot eigenhandig ten minste twee Dani dood. Zijn gedrag leverde hem de bijnamen "Godzelves" en "Gunsalvo" op.
Toen hij begin 1960 voor groot verlof naar Nederland zou vertrekken, pleitte hij er bij zijn resident mr. F.R.J. Eibrink Jansen in woord en geschrift voor de harde lijn voort te zetten. Hij zou zelfs hebben voorgesteld 50 gevangengenomen Dani te executeren. Eibrink Jansen liet naar de handelwijze van Gonsalves een onderzoek instellen door controleur Carel Jan Schneider. Op 12 juni leverde deze een rapport in. Twee personen legden belastende verklaringen af en ook de zending en de missie maakten bezwaar tegen Gonsalves' optreden. De directeur binnenlandse zaken in Hollandia, A. Boendermaker, besloot dat Gonsalves na zijn verlof zou worden overgeplaatst naar een andere positie op Vogelkop. Zelf was Gonsalves daar zeer op tegen. Hij werd benoemd tot Ridder in de Orde van Oranje-Nassau wegens zijn verdiensten bij de pacificatie van de Baliemvallei.
Inmiddels was procureur-generaal Gerard von Meijenfeldt met een strafrechtelijk onderzoek begonnen. Dit werd door Eibrink Jansen en Boendermaker zo veel mogelijk tegengewerkt. Gonsalves, inmiddels getrouwd, werd in Nederland door de Rijksrecherche verhoord in het bijzijn van Von Meijenfeldt. Hij beriep zich onder meer op noodweer. Von Meijenfeldt wees dit in zijn advies van 5 december 1960 van de hand, maar adviseerde toch tot sepot, omdat resident Eibrink Jansen en gouverneur Pieter Platteel nalatig waren geweest. Zij hadden Gonsalves op zijn post in de Baliemvallei gehandhaafd, terwijl zij ervan op de hoogte waren dat hij overspannen was geraakt.

## Terug in Nederland
Na de overdracht van Nederlands-Nieuw-Guinea aan Indonesië werkte Gonsalves vanaf 1963 bij het openbaar ministerie, als officier van justitie te Roermond en Maastricht. Hij werd in 1974 de eerste landelijke officier voor terrorismebestrijding van Nederland. In 1979 werd hij hoofdofficier van justitie te Almelo. Winnie Sorgdrager was daar destijds een van zijn ondergeschikten. In 1986 werd Gonsalves procureur-generaal te 's-Hertogenbosch, waar hij de bijnaam de ijzeren PG kreeg. In 1987 werd voor de bestrijding van de georganiseerde criminaliteit een werkgroep opgericht; de werkgroep-Gonsalves genaamd.
Nadat Gonsalves in 1994 was benoemd tot procureur-generaal voor zware, georganiseerde misdaad, stak in juni van dat jaar de oude affaire uit Nieuw-Guinea weer de kop op, dit keer aangezwengeld door uitzendingen van het VPRO radioprogramma Argos dat over vertrouwelijke documenten beschikte en Gonsalves 'de meester van de doofpot' noemde. De eerste van de twee uitzendingen over de affaire vond plaats op 17 juni. Enkele weken eerder was Aad Kosto, staatssecretaris voor Justitie in het kabinet-Lubbers III, demissionair minister Ernst Hirsch Ballin opgevolgd (nasleep IRT-affaire). Kosto zag geen reden maatregelen tegen Gonsalves te nemen. Gonsalves werd ten slotte vicevoorzitter van het College van procureurs-generaal. In 1997 ging hij met pensioen.
Hij werkte mee aan een aflevering van Crisis, een televisieserie die door het COT werd gemaakt, in samenwerking met de NPS en Hans Emans Mediaproducties en in 1997 en 2000 werd uitgezonden. In aflevering 5 van de serie uit 2000, over de uitlevering van een Chinese terrorist, uitgezonden op 5 februari, speelt Gonsalves de voorzitter van het college van procureurs-generaal.  (In Klem in de draaideur (2003) zou Gonsalves worden gespeeld door Hans Trentelman.)
Rolph Gonsalves overleed in 2002 op zeventigjarige leeftijd. Zijn plaats in het bestuur van de AVRO werd ingenomen door Saskia de Vries en hij werd als vicevoorzitter van het bestuur opgevolgd door Paul Schnabel. In 2005 werd door de Stichting Eén en Ander de Mr. Gonsalvesprijs ingesteld; een innovatieprijs, bestemd voor Nederlanders die zich op een vernieuwende manier inzetten voor de rechtshandhaving. Sinds 2011 wordt de prijs uitgereikt door ProDemos - Huis voor democratie en rechtsstaat.